# Coupé

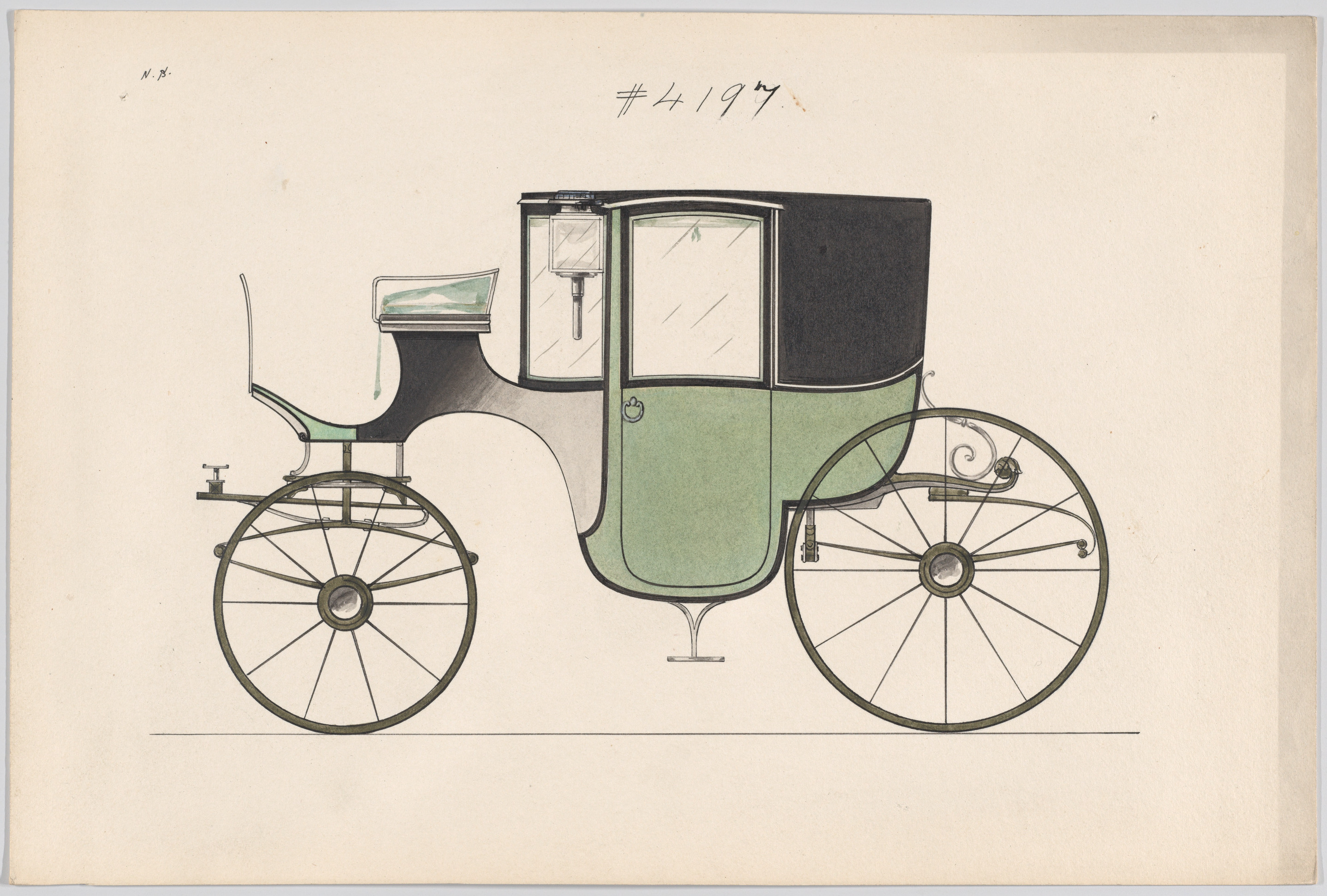
Carrozza Coupé

Coupé è un termine francese che nel XVII° sec. indicava un tipo di carrozza chiusa, a quattro ruote, due sportelli e un solo sedile (divano passeggeri). Ha indicato anche un tipo di scompartimento ad un solo sedile, delle carrozze ferroviarie. Il termine, nella forma di participio passato del verbo couper «tagliare» (adattato in italiano in cupé o cupè), è stato coniato per differenziare quel tipo di carrozza “tagliata” (coupé), dalla “normale” carrozza Berlina (che è solitamente a 4 porte e a 4 o 5 posti), e come sostantivo è stato poi trasferito anche all'automobile.

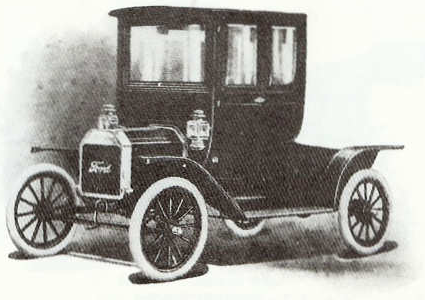
Ford Model T Coupe 1910

La prima auto coupé, che compare all'incirca negli anni 1910, rimane tendenzialmente simile alla forma tipica della carrozza coupé, più adatta a solo uno o due passeggeri con poco o niente bagaglio, pratica per la città e più solita ad uso femminile. Poi, col modificare delle forme dell'automobile, la linea di base tenderà spesso a cambiare, trovando anche una impostazione più sportiva, di vettura a due porte e a due o a tre volumi, con un posteriore “tagliato” e più aerodinamico, ma quindi sempre poco adatta o inadatta al trasporto di eventuali passeggeri posteriori, oltre i 2 principali. I vari passaggi epocali, tra i differenti stili, ha cambiato fortemente la forma dell'auto, dagli anni dieci agli anni cinquanta del novecento, dando anche un nuovo connotato al termine coupé.  

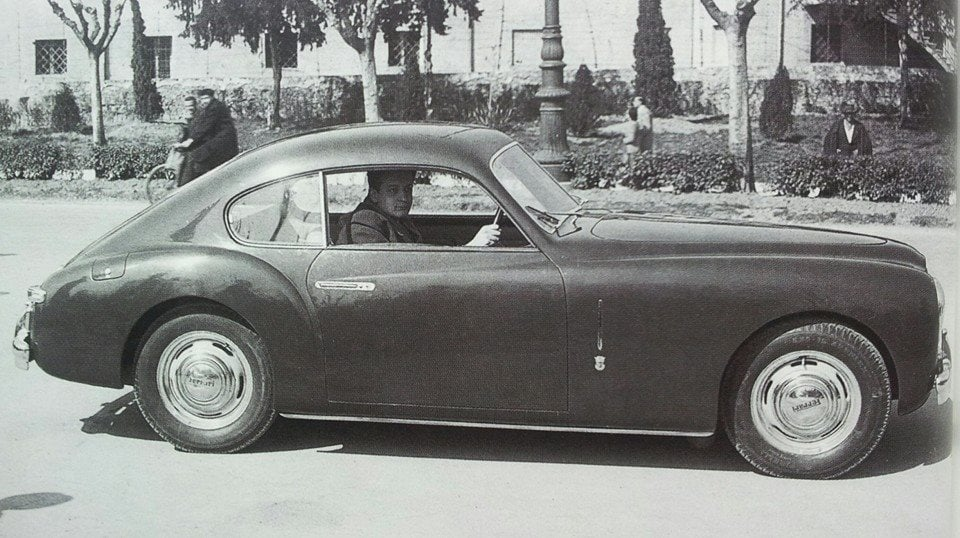
Ferrari 166 Inter Farina Coupe 009S

In molti casi, la linea posteriore filante delle cupé moderne, “taglia” l'eventuale volume delle auto familiari o quello delle berlina a tre volumi, collegando direttamente il tetto dell'auto al posteriore, con una linea tipicamente diagonale, ma anche tronca, riducendo o limitando così la possibilità dei posti posteriori, a vantaggio di una maggiore aerodinamica dei flussi e dunque una maggiore facilità di penetrazione nell'aria. Tuttavia, questo schema ha anche preso il nome di Berlinetta, mantenendo una differenza col termine coupé, che resta più strettamente legato alla forma “tagliata” originaria.  
Nel 1976, la stesura dello standard ISO 3833, tenderà a “cristallizzare” uno schema tipico per la forma delle auto coupé; tuttavia, le case automobilistiche non terranno fede a questo standard, in quanto nel tempo son state e saranno prodotte diverse auto cosiddette cupé, ma con caratteristiche più vicine alla berlina, vedendo di norma anche alcuni modelli dette “2+2” posti, tipo la Ferrari 330 GT 2+2 e le varie Porsche 911, o anche auto a quattro porte e a quattro posti.

## Caratteristiche

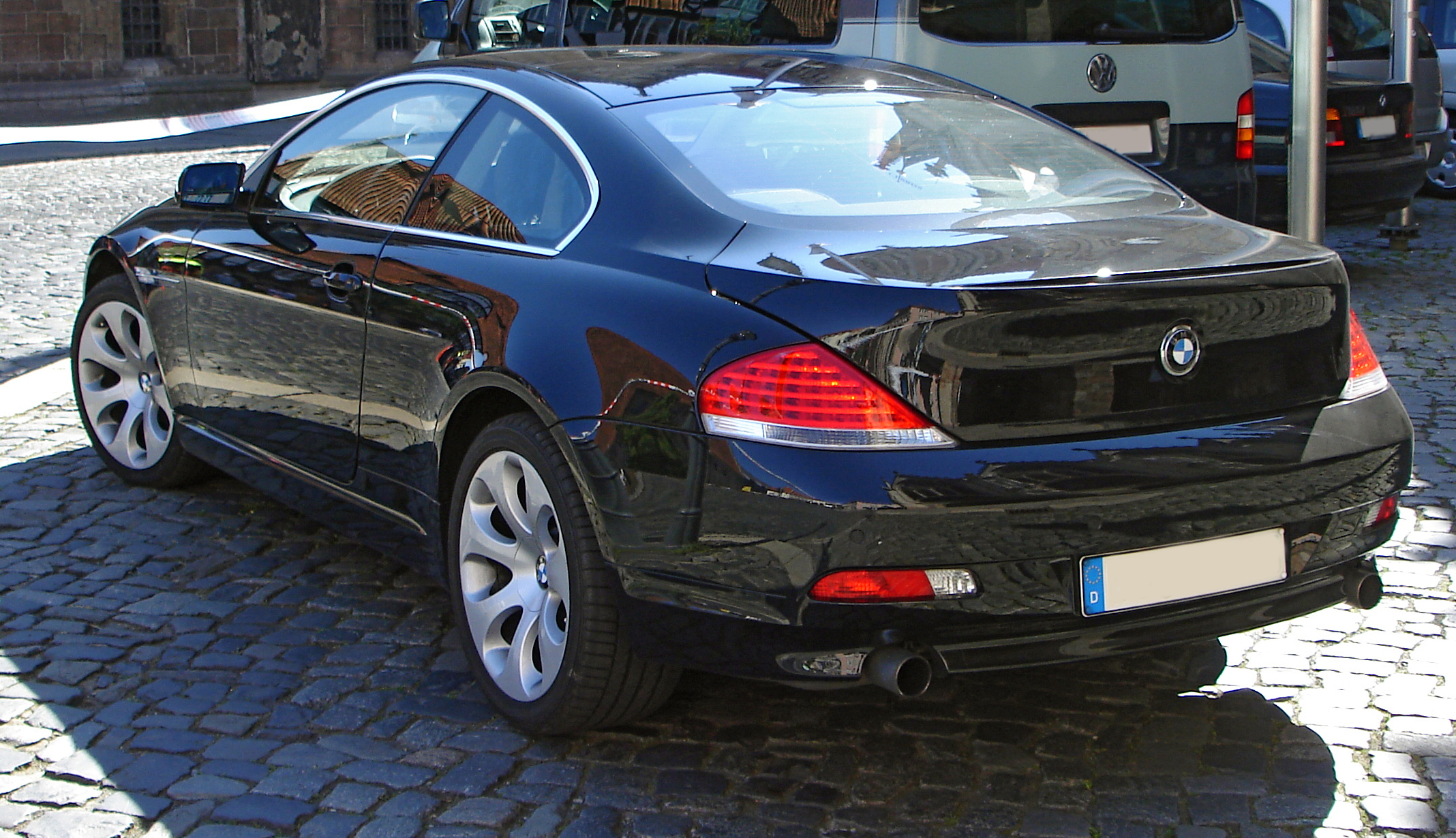
BMW Serie 6, esempio di vettura con carrozzeria coupé berlina a due porte a tre volumi

Il coupé è usualmente un'auto sportiva a due porte e a soli due posti anteriori, ma spesso ha anche un sedile posteriore di dimensioni ridotte per ospitare ulteriori due passeggeri, sebbene in minore spazio e con minore comfort rispetto ai posti anteriori. Tale disposizione dell'abitacolo è di frequente definita 2+2, e ai fini dell'omologazione ciò può significare che dietro si possono trasportare solo persone di statura piccola o bambini.

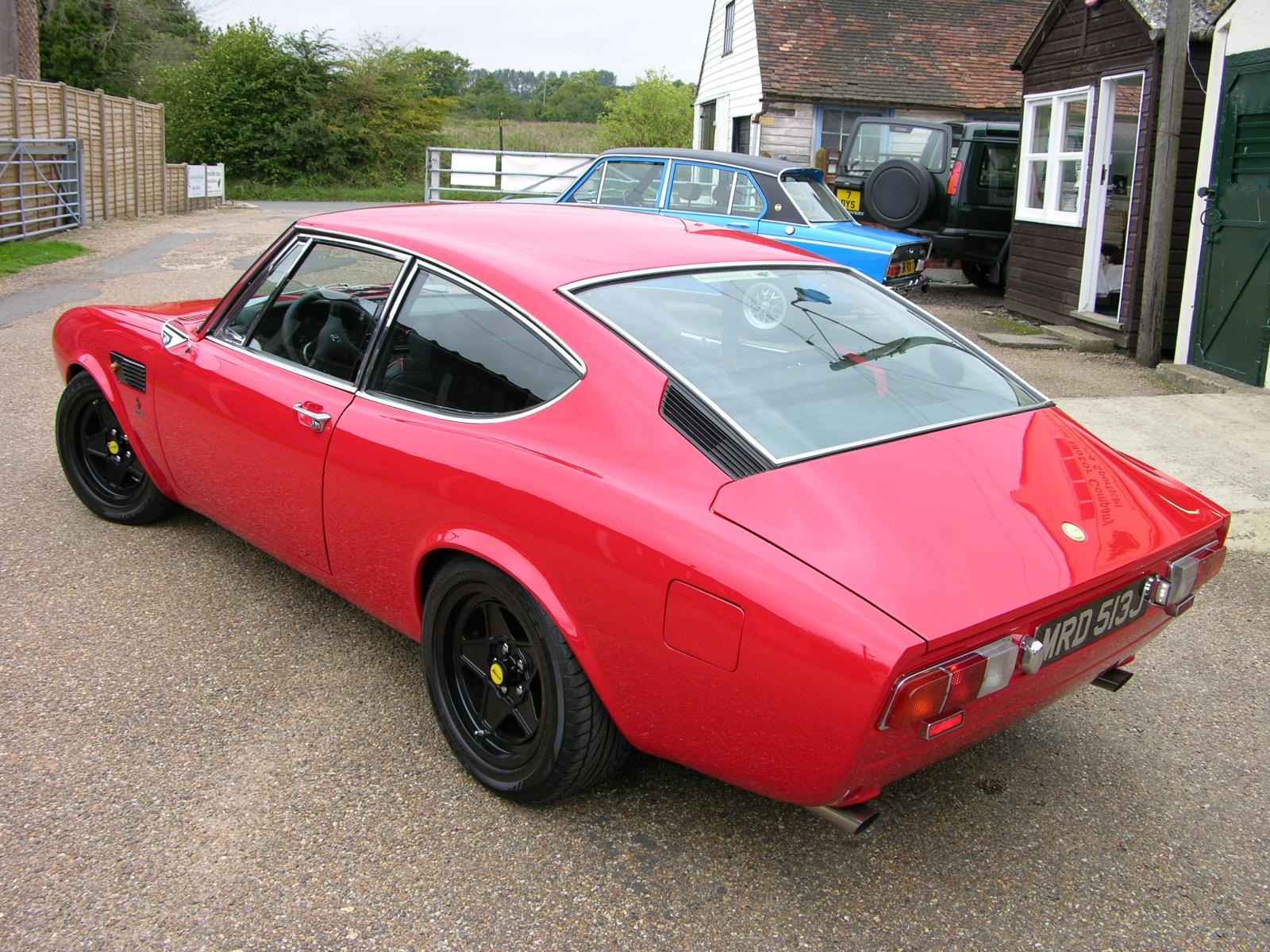
Fiat Dino Coupé del 1971, esempio tipico di coupé due volumi.

Ricorrente è il caso di autovetture progettate come coupé, ma che in un secondo tempo vengono presentate anche con il tetto apribile, in configurazione roadster, spider (queste con solo 2 posti secchi), cabriolet o targa. Nel XXI secolo sta prendendo sempre più piede anche la configurazione coupé-cabriolet (abbreviata spesso in C+C), cioè una vettura sportiva con tetto rigido amovibile, che all'occorrenza si trasforma in vettura scoperta.
Le vetture coupé possono essere suddivise in due categorie:
- alla prima appartengono modelli progettati esclusivamente in questa configurazione, o al più anche in versione scoperta, che sono orientati alla ricerca delle massime prestazioni e pertanto vengono usualmente dotati di motori di grande potenza. Tale categoria include le coupé prodotte da case automobilistiche quali la Ferrari, la Porsche o l'Aston Martin;
- la seconda categoria include i modelli che condividono gran parte della componentistica con automobili di altra foggia, quali tipicamente berline, che pertanto hanno una connotazione sportiva meno esasperata e costi più contenuti. A volte questo tipo di coupé deriva da berline di piccola cilindrata e piccole dimensioni (è il caso delle versioni coupé della Fiat 850 o della DAF 55 degli anni sessanta), ma sempre più frequentemente la derivazione è da automobili più grandi, che possono includere le ammiraglie come per la BMW Serie 6, le Mercedes-Benz Classe CL o le Maserati GranTurismo.[5]

## Coupé a 4 o 5 porte

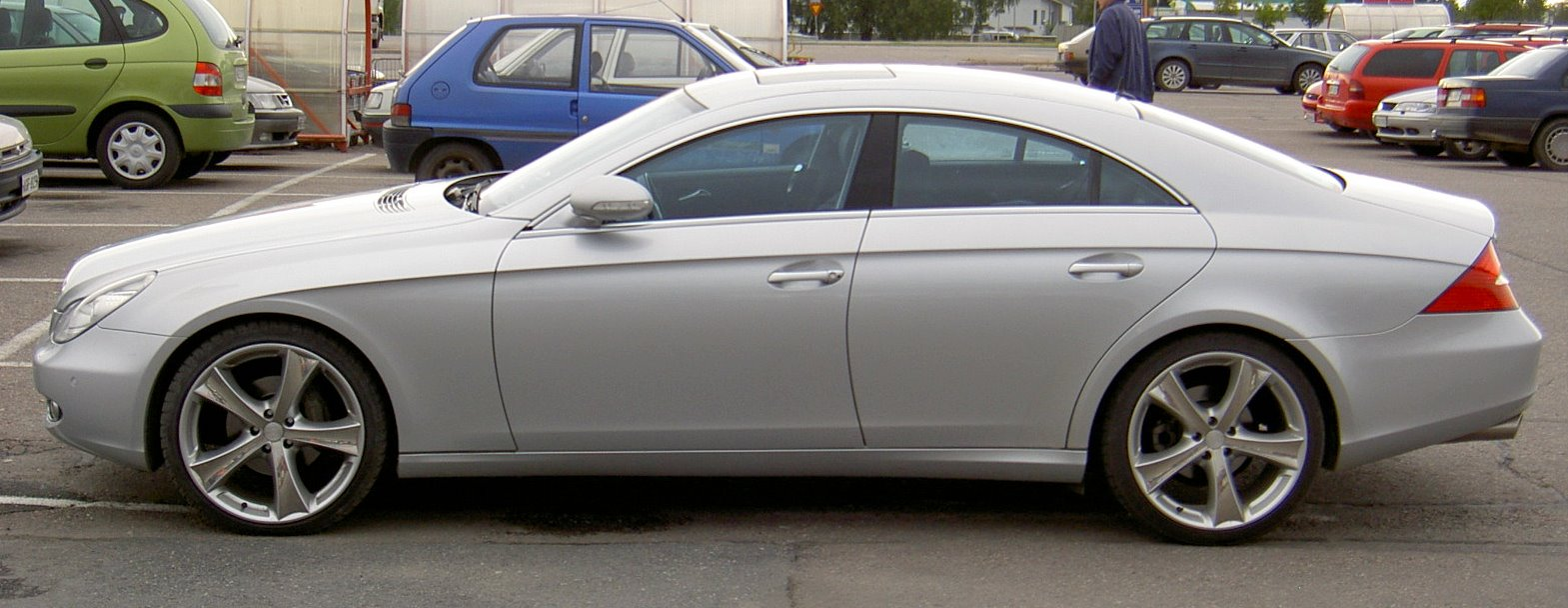
Una Mercedes-Benz CLS, prima coupé a 4 porte

Nel 2004, con il lancio sul mercato della Mercedes-Benz C219, primo modello della serie CLS, fu introdotto il coupé a 4 porte, una carrozzeria a tre volumi caratterizzata dal tipico profilo coupé, ma che ha due portiere per lato e che si differenzia dalla carrozzeria fastback per la presenza del terzo volume.
In seguito al successo della prima CLS, la Mercedes fu presto seguita da modelli analoghi dei marchi concorrenti (Audi A7, BMW Serie 6 Gran Coupé) e poi da modelli di segmento differente, come la Audi A5 Sportback, la BMW Serie 4 Gran Coupè, la Volkswagen CC e la Mercedes-Benz classe CLA. Le macchine con carrozzeria di tipo coupé a 4 porte (o a 5 porte con il portellone posteriore) sono spesso classificate fra le cosiddette crossover, perché uniscono le caratteristiche di due diversi tipi di carrozzeria (berlina e coupé) in una sola autovettura.